# Excideuil
Excideuil (okcitansko Eissiduelh) je naselje in občina v francoskem departmaju Dordogne regije Akvitanije. Leta 2008 je naselje imelo 1.314 prebivalcev.

## Geografija
Kraj leži v pokrajini Périgord ob reki Loue, 35 km severovzhodno od Périgueuxa.

## Uprava
Excideuil je sedež istoimenskega kantona, v katerega so poleg njegove, vključene še občine Anlhiac, Clermont-d'Excideuil, Génis, Preyssac-d'Excideuil, Saint-Germain-des-Prés, Saint-Jory-las-Bloux, Saint-Martial-d'Albarède, Saint-Médard-d'Excideuil, Saint-Mesmin, Saint-Pantaly-d'Excideuil, Saint-Raphaël, Sainte-Trie in Salagnac s 5.860 prebivalci.
Kanton Excideuil je sestavni del okrožja Périgueux.

## Zanimivosti
- grad Château d'Excideuil iz 13. do 18. stoletja,
- romanska cerkev sv. Tomaža,
- komendi templarjev, sv. Antona,
- mestna hiša, poslopje nekdanjega samostana klaris.

- Le château d'Excideuil
- Cerkev sv. Tomaža
- Komenda templarjev (levo) in sv. Antona (desno)
- Mestna hiša

## Pobratena mesta
- Murillo de Río Leza (La Rioja, Španija);